# Les Engagés
Les Engagés (LE), deutsch Die Engagierten (LE), ist eine Partei im französischsprachigen Teil Belgiens. Ihre deutschsprachige Schwesterpartei nennt sich Christlich Soziale Partei (CSP). Les Engagés entstand aus dem Centre Démocrate Humaniste.
Parteivorsitzender ist seit Januar 2019 Maxime Prévot.

## Geschichte
Die Parti catholique („Katholische Partei“) ist nach den Liberalen die zweitälteste Partei in Belgien, sie wurde 1884 gegründet. Nach dem Ersten Weltkrieg nannte sie sich 1921 in Union catholique belge (UCB) um, ab 1936 firmierte sie unter der Bezeichnung Bloc catholique belge und nach dem Zweiten Weltkrieg wurde sie zur Parti social-chrétien (PSC), die mit den Sozialisten und Liberalen in wechselnden Koalitionen bis hin zur Dreierkoalition (tripartite) über Jahrzehnte die politische Landschaft in Belgien beherrschte, die meiste Zeit in der Regierung war und zahlreiche Ministerpräsidenten stellte. Die PSC war zunächst unitaire, bevor sie sich 1968 in eine niederländischsprachige flämische Partei (die heutige Christen-Democratisch en Vlaams - CD&V) und eine frankophone Partei aufspaltete, die den Namen behielt. Die frankophone PSC nannte sich 2001 in Centre démocrate humaniste (CDH) um und wurde 2022 zu Les Engagés.
Die Regierungspartei war lange Zeit mit Sozialisten und Liberalen eine der drei dominierenden französischsprachigen Parteien des Landes. 2003 erhielt sie 5,5 und 2007 6,1 Prozent aller belgischen Stimmen für das Abgeordnetenhaus, 2010 erreichte sie 5,7 %. Mittlerweile steht die Partei als Reaktion auf diese gesellschaftlichen Veränderungen im frankophonen Süden im politischen Spektrum Mitte-links; vor allem setzt die Partei sich für einen starken Sozialstaat ein, der dem im Vergleich zu Flandern weniger wohlhabenden und stärker von Arbeitslosigkeit betroffenen Wallonien zugutekommen würde.
Auf einem Parteikongress wurde Mitte März 2022 in Brüssel eine geplante Änderung des Parteinamens in Les Engagé(e)s („die Engagierten“) bekanntgegeben. Dazu wurde nach zweijähriger Arbeit auch ein neues „Manifest“ als Parteiprogramm vorgestellt, das auf christliche Verweise vollständig verzichtet und „für eine regenerierte Gesellschaft“ (pour une société régénérée) eintritt. Beides wurde auf einem nationalen Parteitag am 14. Mai 2022 in Lüttich von den Delegierten angenommen, das Programm mit 100 % Zustimmung.
Nach der Europawahl 2024 verließ LE die christdemokratische Europäische Volkspartei (EVP) und schloss sich der zentristischen Europäischen Demokratischen Partei (EDP) an.

## Wahlergebnisse
| Jahr | Stimmen | Anteil  | Mandate | Platz |
| ---- | ------- | ------- | ------- | ----- |
| 2024 | 427.167 | 20,66 % | 17/75   | 3.    |

| Jahr | Stimmen | Anteil | Mandate | Platz |
| ---- | ------- | ------ | ------- | ----- |
| 2024 | 41.640  | 8,86 % | 8/89    | 4.    |

| Jahr | Stimmen | Anteil | Mandate | Platz |
| ---- | ------- | ------ | ------- | ----- |
| 2024 | 472.755 | 6,77 % | 14/150  | 7.    |

| Jahr | Stimmen | Anteil | Mandate | Platz |
| ---- | ------- | ------ | ------- | ----- |
| 2024 | 368.668 | 5,17 % | 1/22    | 10.   |